# Mikel Laboa
Mikel Laboa, né le 15 juin 1934 à Saint-Sébastien et mort le 1er décembre 2008 à Saint-Sébastien, est un chanteur et compositeur basque. Il est considéré comme l’un des plus importants chanteurs du Pays Basque.

## Biographie
Mikel Laboa est né le 15 juin 1934 à Saint-Sébastien et il est décédé le 1er décembre 2008 à l’hôpital de Donostia, à l’âge de 74 ans. 
Il passe près de deux années de son enfance dans la ville de Lekeitio (Biscaye). Dans les années 1950, il étudie la médecine et la psychiatrie à Pampelune et a constamment conjugué sa carrière artistique à celle de médecin, qui se déroula principalement dans le département de pédopsychiatrie de l’hôpital San Miguel de Saint-Sébastien, où il a travaillé près de vingt ans.
Au cours de ses études, il s’intéresse à la musique influencée par des artistes tels que Atahualpa Yupanqui et Violeta Parra. Laboa se serait lui-même identifié avec le rôle d’« artiste politique » en droite ligne des artistes sus-cités. Il fait son début au théâtre Gayarre de Pampelune, en 1958. 
Au cours des années 1960, il fonde, avec d’autres artistes basques, le groupe culturel Ez Dok Amairu - il n'y a pas de malédiction - (Mot à mot : Le treize n’existe pas), qui cherchait à revitaliser dans différents domaines la culture basque, en sommeil pendant la dictature de Franco. Ce groupe s’est particulièrement illustré dans la sauvegarde et la valorisation de la langue basque. Au sein de ce groupe, sur le plan musical, Laboa émerge, avec Benito Lertxundi, comme le principal représentant de la « nouvelle chanson basque ».
Sa musique peut être définie comme une combinaison de tradition, de poésie et d’expérimentation dans le style des chanteurs-compositeurs des années 1960 et 70, mais dotée d’une touche personnelle prononcée et d’une voix très particulière. Son œuvre allie tant les chants folkloriques anciens réinterprétés dans un style moderne, que des mises en musique de poèmes d’auteurs tels que Bertolt Brecht, que des compositions propres. Il convient de mentionner, en particulier, ses Lekeitioak, chansons expérimentales à base de cris et de sons onomatopéiques qui anticipent de nombreuses années le son d’artistes d’avant-garde comme Björk et autres.
Son album Bat-Hiru de 1974 s’est vu décerner le prix de « meilleur album basque de l’histoire » par le vote des lecteurs du quotidien El Diario Vasco il y a quelques années.[réf. nécessaire] Certaines de ses chansons sont d’ores et déjà devenues des classiques faisant partie du folklore basque, en particulier Txoria Txori (L’oiseau, en français), sa chanson la plus célèbre, qui fut même interprétée par Joan Baez dans ses paroles d’origine, en basque. Il existe une autre version pour orchestre de cette chanson, à laquelle ont collaboré le Orfeón Donostiarra (en), ainsi que l'Orchestre de la Jeunesse de Euskal Herria (Euskal Herriko Gazte Orkestra). D’autres chansons célèbres de Mikel Laboa sont Gure Hitzak (« Nos paroles »), Haika mutil, ainsi que Baga, Biga, Higa (en collaboration avec l’orchestre Euskadi et l'Orfeón Donostiarra).

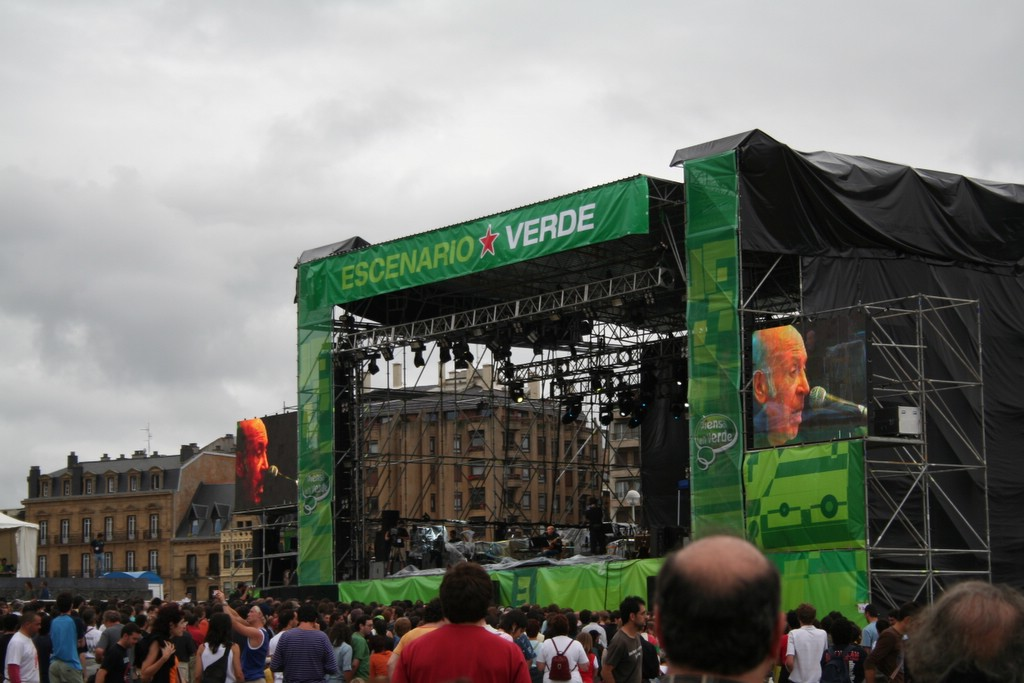
Dernier concert de Mikel Laboa, le 11 juillet 2006 à Saint-Sébastien

 Il compte 35 ans d’activité créatrice et l’est resté presque jusqu’à la fin de sa vie lorsque la maladie l’éloigna finalement de la scène. Il a travaillé régulièrement avec le musicien de jazz Iñaki Salvador, l’orchestre Euskadi, l'Orfeón Donostiarra et de nombreux ensembles du Pays basque. Certaines de ses chansons les plus connues ont été reproduites dans le film Euskal pilota, larrua harriaren kontra (es) (La Pelote basque : la peau contre la pierre) de Julio Medem. Il monta sur scène pour la dernière fois le 11 juillet 2006 en première partie de Bob Dylan pour un Concert pour la paix, qui s’est tenu à Saint-Sébastien.
Il est intéressant de remarquer que les titres de ses albums (33 tours) sont numérotés. Cette habitude a commencé en 1974 par la publication de son double album Bat-Hiru (1-3). L’album numéro 2, avec des chansons de Brecht, fut interdit par la censure sous Franco. Puis suivirent le double album Lau-Bost (4-5) et le 6. Ses Lekeitio se trouvent sur les disques 7 à 11, bien que ceux-ci furent uniquement publiés sous forme de compilation, par manque d’intérêt commercial. Puis sortit le 12, et Mikel Laboa sauta le numéro 13 en hommage au groupe Ez dok Amairu, car ce nom signifie « Le treize n’existe pas » en basque. Il a ensuite publié le 14, puis suivirent ses albums en concert qui sont le 15 et le 16. Hormis les compilations, son album 17 (ou Xoriek) a récemment été publié.
Depuis le 31 mars 2009, une place publique de la municipalité de Usúrbil (province du Guipuscoa), avec laquelle il se sentait lié, porte son nom.
En novembre 2017, le groupe espagnol Delorean, originaire de Zarautz (province du Guipuscoa) lui dédie un album de reprises.

## Discographie
- Lau herri kanta, 1964 (EP)
- Ursuako kantak, 1966 (EP)

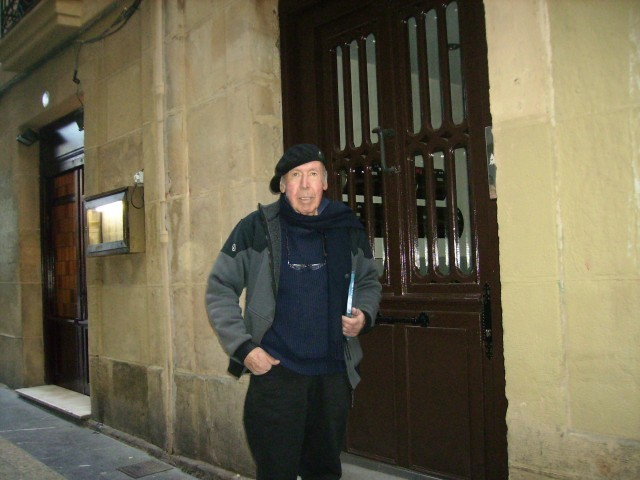
Mikel Laboa en avril 2008

- Bertolt Brecht, 1969 (EP avec des paroles de Bertolt Brecht)
- Haika mutil, 1969 (EP)
- Euskal kanta berria, 1972 (LP)
- 1974 : Bat-Hiru (LP double. Il fut publié, mais avec des paroles censurées de Bertolt Brecht)

1. Txinaurria 2:48
2. Lanikan Ezin Egin 1:25
3. Gogo Eta Gorputzaren Zilbor-Hesteak 2:57
4. Haize Hegoa 1:02
5. Ama Hil Zaigu 2:58
6. Urtsua. Uda 2:55
7. Baztan 3:33
8. Pasaiako Herritik 5:37
9. Bedeinkatua 1:57
10. Nere Juaneteak. Larraitz 2:43
11. Geure Bazterrak 1:32
12. Baga, Biga, Higa. Lekeitio 2. 1969 7:59
13. Haika, Mutil 3:59
14. Txoria Txori # 3:24
15. Zaude Lasai # 4:14
16. Bereterretxen Kanthoria # 8:03
17. Xori Erresiñula  4:31
18. Oies Errondan Dabil 1:52
19. Gernika 12:50

- 1980 : Lau-bost (LP double)

1. Kantuz 2:08
2. Liluraren Kontra 2:24
3. Nahiz Eta Heriotza 3:45
4. Xoxo Beltza 2:39
5. Izarren Hautsa 7:08
6. Besterik Ezagutu Ez Eta... 1:35
7. Komunikazio-Inkomunikazio. Lekeitio 5. 1976/7 16:26
8. Ama 1:35
9. Dialektikaren Laudorioan. Lekeitio 3. 1971  6:12
10. Oi Pello Pello 2:45
11. Langile Baten Galderak Liburu Baten Aurrean 5:49
12. Herria Eta Hiszkuntza :00
13. Haizea Dator Ifarraldetik 2:34
14. Xoxo Beltza 1:13
15. Orreaga. Lekeitio 6. 1978 7:50
16. Martxa Baten Lehen Notak 3:37

- Sei, 1985.
- Lekeitioak, 1988)
- Hamabi, 1989
- Hamalau, 1994
- Mikel Laboa Zuzenean], 1997
- Zuzenean II - Gernika, 2000 (avec le Donostiako Orfeoia).
- 60ak+2, 2003 (collection de premières œuvres).
- 2005 : Xoriek - 17

1. Galderak (II)9:48
2. Sustraiak Han Dituenak 6:08
3. Langile Baten Galderak Liburu Baten Aurrean 10:45
4. James Joyce in Memoriam  10:45
5. Billie Holiday in Memorian  6:14
6. Ne Me Quitte Pas  3:56
7. Piedra y Camino 3:16
8. Loha-Loa 5:27
9. Orduan 9:00
10. Xoxo Beltza 1:42
11. Agonia3:51
12. Negua (Txorien Heriotza) 4:17
13. Xoriak (Xorien Ihesa) 3:35
14. Txoria Txori  4:37

- Lekeitioak, 2007 (en CD double).

### Sources
- (es) Cet article est partiellement ou en totalité issu de l’article de Wikipédia en espagnol intitulé « Mikel Laboa » (voir la liste des auteurs).